# Pierre-Isaac Poissonnier
Pour les articles homonymes, voir Poissonnier (homonymie).
Pierre-Isaac Poissonnier, né à Dijon le 5 juillet 1720 et mort à Paris le 15 septembre 1798, est un médecin français, membre de l'Académie des sciences et professeur au Collège royal.

## Biographie

Armoiries Poissonnier de Prulay

Reçu docteur régent de la Faculté de médecine de Paris en 1743, il occupe à partir de 1745 la chaire de médecine laissée vacante par Jean-Baptiste Dubois au Collège royal. En 1756, il supplée Helvétius comme inspecteur des hôpitaux militaires du royaume, puis, un an plus tard, est nommé premier médecin de l'armée d'Allemagne. Chargé par Choiseul d'une mission diplomatique confidentielle auprès d'Élisabeth de Russie, il passe trois ans à la cour de l'impératrice et revient en 1761 à Paris, où il est nommé médecin consultant et conseiller d'État du roi. C'est pendant cette période qu'il invente un moyen de dessaler l'eau de mer pour la rendre potable, procédé qui utilise le système de la curcubite et dont se servira Bougainville lors de son voyage autour du monde,. 

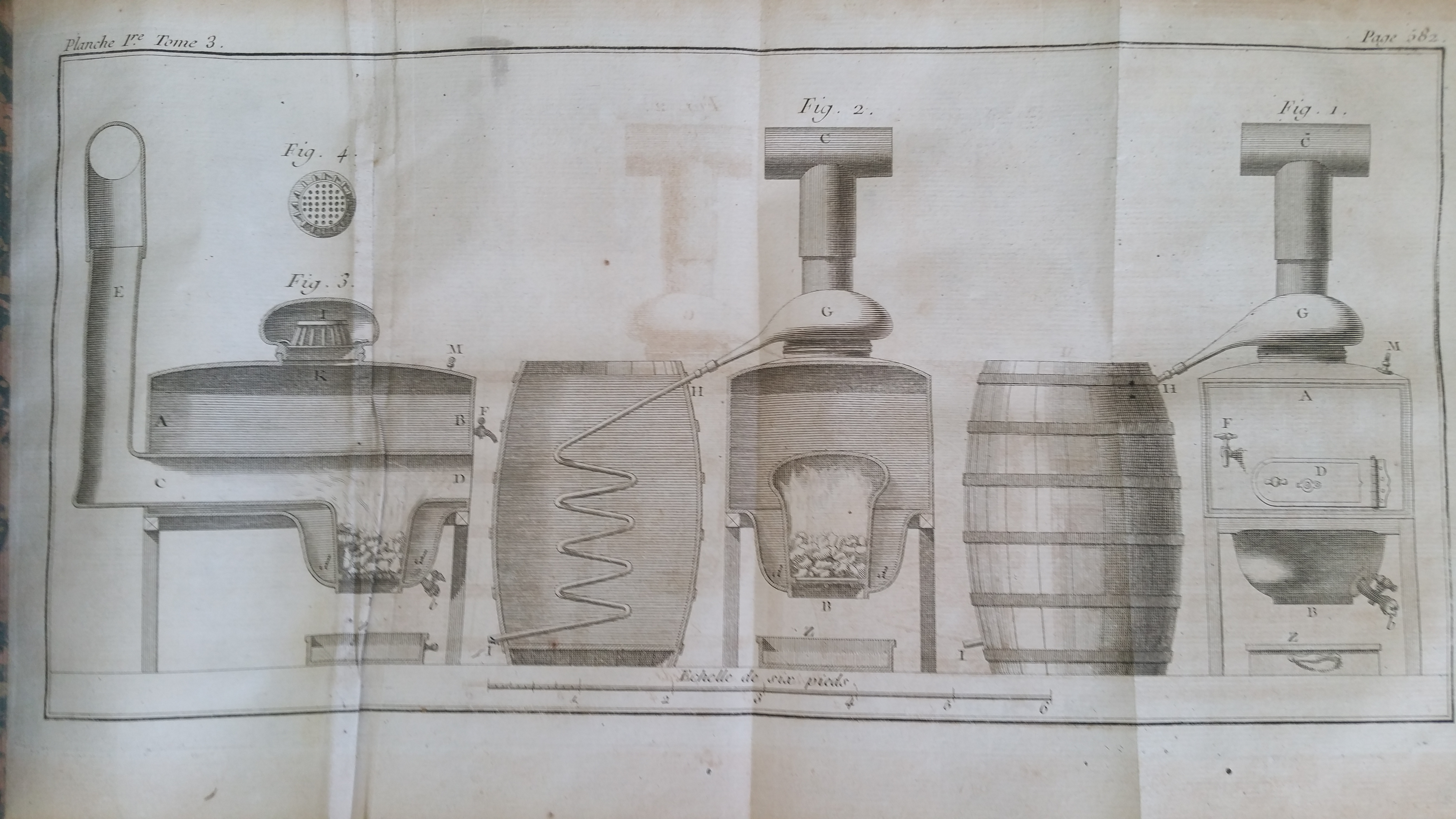
Plans de la machine à dessaler l'eau de mer (1763); inventeur: Poissonnier; publiés dans l'ouvrage de Baumé "Chymie expérimentale et raisonnée" en 1773

Bien qu'en 1763 il publie sa machine à distiller l'eau de mer auprès des bureaux de la Marine et qu'en 1764 il la soumet au jugement de l'Académie Royale des Sciences de Paris, son invention est copiée par M. Irvine, un anglais, qui se l'approprie et la présente au Parlement d'Angleterre de qui il obtient une récompense de cinq mille livres de rente. En 1764, il est nommé inspecteur général de la médecine, chirurgie et pharmacie de la Marine et des Colonies et entre l'année suivante à l'Académie des sciences comme associé libre.
Ses travaux écrits sont relativement peu nombreux. Il publie entre autres un Mémoire pour servir d'instruction sur les moyens de conserver la santé des troupes pendant les quartiers d'hiver en 1757 et un Abrégé d'anatomie, à l'usage des élèves en chirurgie, dans les écoles de la marine en 1783. Il complète le Cours de chirurgie dicté aux écoles de médecine de Paris commencé par Élie Col de Villars et paru en cinq volumes entre 1738 et 1749. Avec Jussieu et Mauduyt de La Varenne, il est l'un des rédacteurs du Rapport des commissaires de la Société royale de Médecine, nommés par le roi pour faire l'examen du magnétisme animal en 1784.
Il fut anobli en 1769, et se fit acquéreur en 1770 de la terre de Prulay, à Saint-Langis-lès-Mortagne dans le Comté du Perche.

## Textes, discours et rapports
Pierre-Isaac Poissonnier est l'auteur de plusieurs textes et discours destinés aux élèves et professeurs de l'académie royale de médecine :
- Rapport des commissaires de la Société royale de médecine, nommés par le Roi pour faire l'examen du magnétisme animal... (1784) avec Pierre-Isaac Poissonnier (1720-1798) comme rédacteur.
- Abrégé d'anatomie (1783)[4].
- Discours sur la naissance de Monseigneur le Dauphin, prononcé dans la salle du Collège royal, le 18 février 1782, au nom de MM. les lecteurs et professeurs royaux (1782)
- Discours sur la naissance de Monseigneur le Dauphin, prononcé dans la salle du Collége royal le 18 février 1782, au nom de MM. les lecteurs & professeurs royaux (1782)
- Cours de chirurgie dicté aux écoles de médecine de Paris (avec Élie Col de Villard) (1738)